# El Hedi ben Salem
El Hedi ben Salem (arabisch الهادي بن سالم, DMG al-Hādī b. Sālim; * 5. Februar 1935 als El Hedi ben Salem m’Barek Mohammed Mustafa in Tunesien; † 13. September 1977 in Nîmes, Frankreich) war ein tunesisch-marokkanischer Schauspieler, der besonders durch die Mitwirkung in Filmen von Rainer Werner Fassbinder bekannt wurde. Aufgrund seines marokkanischen Vaters wird er häufig als Marokkaner ausgegeben.

## Leben
Salems marokkanischer Vater hatte sich im tunesischen Redeyef angesiedelt. Salem kam dort zur Welt, wuchs für örtliche Verhältnisse wohlhabend auf und erhielt eine gute Schulbildung. Er heiratete mit ca. 15 Jahren eine 13-jährige Algerierin. Mit 18 Jahren wanderte er allein nach Frankreich aus, wo er in Paris einige Zeit als Fabrikarbeiter tätig war. Gelegentlich kehrte er zu Familienbesuchen nach Tunesien und Algerien zurück, wo bei seiner Frau drei Söhne und eine Tochter aufwuchsen.

### Beziehung mit Fassbinder
Bekannt wurde Salem vor allem als zeitweiliger Lebensgefährte von Rainer Werner Fassbinder, unter dessen Regie er in mehreren Spielfilmen mitwirkte. Zusätzlich war er bisweilen auch im Bereich der Requisite und der Aufnahmeleitung tätig. Da Salem wenig Deutsch sprach, wurden seine gesamten Dialoge später durch den Schauspieler Wolfgang Hess nachsynchronisiert.
Salems Beziehung zu Fassbinder begann 1971, nachdem sie sich angeblich in einer Pariser Schwulensauna kennengelernt hatten und Salem zu Fassbinder in die Bundesrepublik Deutschland gezogen war. Fassbinder bezeichnete Salem danach als Kulturwunder. Salems bekannteste Filmrolle wurde die des arabischen Immigranten Ali, der in Fassbinders Melodram Angst essen Seele auf eine Liaison mit einer wesentlich älteren deutschen Putzfrau eingeht, die von Brigitte Mira gespielt wird.
Wohl mit der Absicht der Adoption holten Fassbinder und Salem die beiden Söhne Abd El-Kader und Hamdan nach Deutschland. Der Jüngere lebte dort nur sechs Monate und kehrte dann wieder nach Algerien zurück. Der Ältere Abd El-Kader blieb mehrere Jahre in unsicheren Verhältnissen bei unterschiedlichen Personen, unter anderem bei Hans Hirschmüller und Kurt Raab.
Die Beziehung von Salem und Fassbinder endete 1973.

### Rückkehr nach Frankreich
Nachdem El Hedi ben Salem im Winter 1974 in Berlin angeblich in eine Messerstecherei verwickelt gewesen war, floh er mit der Hilfe von Fassbinder nach Frankreich. In Nîmes raubte er mit seinem Neffen einen Juwelierladen aus, wurde verhaftet und zu einer Gefängnisstrafe verurteilt. Im Jahr 1977 beging er im Gefängnis Suizid. Der Fassbinder-Biograph Jürgen Trimborn hingegen schreibt: „Entgegen jahrzehntelang kursierender Gerüchte hat er jedoch nicht Selbstmord begangen, wie auch Fassbinder glaubte, sondern ist an den Folgen eines Herzinfarkts gestorben.“ Salem sei beim Fußballspielen auf dem Gefängnishof tot zusammengebrochen.
Fassbinder, der wahrscheinlich erst 1982 vom Tod des ehemaligen Freundes erfuhr, widmete 1982 seiner Freundschaft mit Salem seinen letzten Film Querelle.

## Filmografie
- 1972: Händler der vier Jahreszeiten
- 1972: Wildwechsel
- 1972: Die Zärtlichkeit der Wölfe
- 1973: Welt am Draht (zweiteiliger Fernsehfilm)
- 1973: Angst essen Seele auf
- 1974: Martha
- 1974–1975: Acht Stunden sind kein Tag (Miniserie, 4 Folgen)
- 1974: Wie ein Vogel auf dem Draht
- 1975: Faustrecht der Freiheit

## Film über El Hedi ben Salem
Im Jahr 2011 drehte die deutsch-ägyptische Filmhistorikerin und Regisseurin Viola Shafik den Dokumentarfilm Jannat 'Ali (Ali im Paradies/My Name is not Ali), in dem Zeitzeugen aus Deutschland und Familienangehörige aus Algerien, Tunesien und Frankreich ihre Sicht von Salem, dem Aufenthalt der Kinder in Deutschland und der Beziehung zu Fassbinder schildern. Dabei werden einige Sachverhalte anders dargestellt als in den gängigsten Fassbinder-Biographien, vor allem in Die Sehnsucht des Rainer Werner Fassbinder von Kurt Raab und Karsten Peters, u. a. wird bezweifelt, dass er sich 1977 in Frankreich im Gefängnis das Leben genommen habe.
Im Film  Enfant Terrible (2020) wird Salem von dem Schauspieler Erdal Yıldız gespielt.